# Cheiridium reyesi
Espèce
Cheiridium reyesi est une espèce de pseudoscorpions de la famille des Cheiridiidae.

## Distribution
Cette espèce est endémique du Texas aux États-Unis. Elle se rencontre dans la grotte Cot Cave dans le parc d'État Kickapoo Cavern dans le comté de Kinney.

## Description
La femelle holotype mesure 1,04 mm.

## Étymologie
Cette espèce est nommée en l'honneur de Marcelino Reyes.

## Publication originale
- Muchmore, 1992 : Cavernicolous pseudoscorpions from Texas and New Mexico (Arachnida: Pseudoscorpionida). Texas Memorial Museum, Speleological Monographs, vol. 3, p. 127-153.